# Aimares
Els aimares (plural d'aimara) són un poble indígena de les regions dels Andes i de l'Altiplà de l'Amèrica del Sud; uns 2,3 milions viuen a Bolívia, el Perú i Xile. Els seus avantpassats van viure a la regió durant molts segles abans de convertir-se en un poble sotmès per l'imperi inca a finals del segle xv o principis del XVI, i més tard per l'Imperi Espanyol al segle xvi. Amb les Guerres d'independència hispanoamericanes (1810–25), els aimares es van convertir en súbdits de les noves nacions de Bolívia i el Perú. Després de la Guerra del Pacífic (1879-1883), Xile es va annexionar territori amb població aimara.

## Denominació

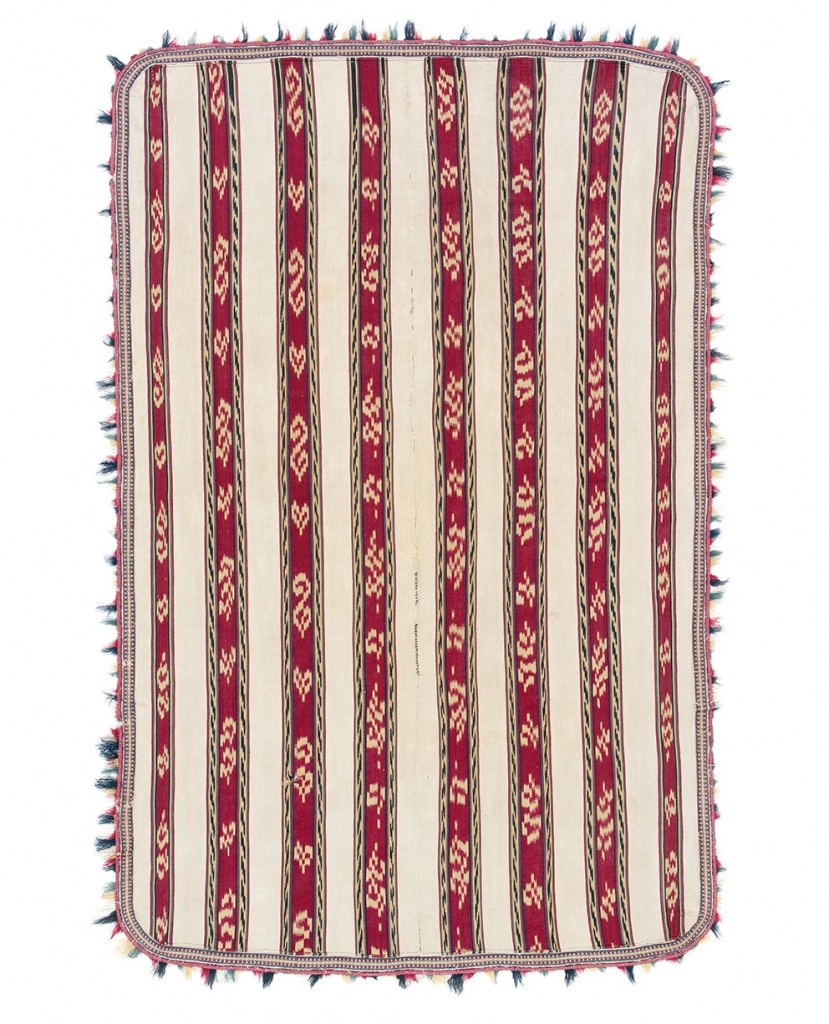
Ponxo aimara, segle XVII o XVIII

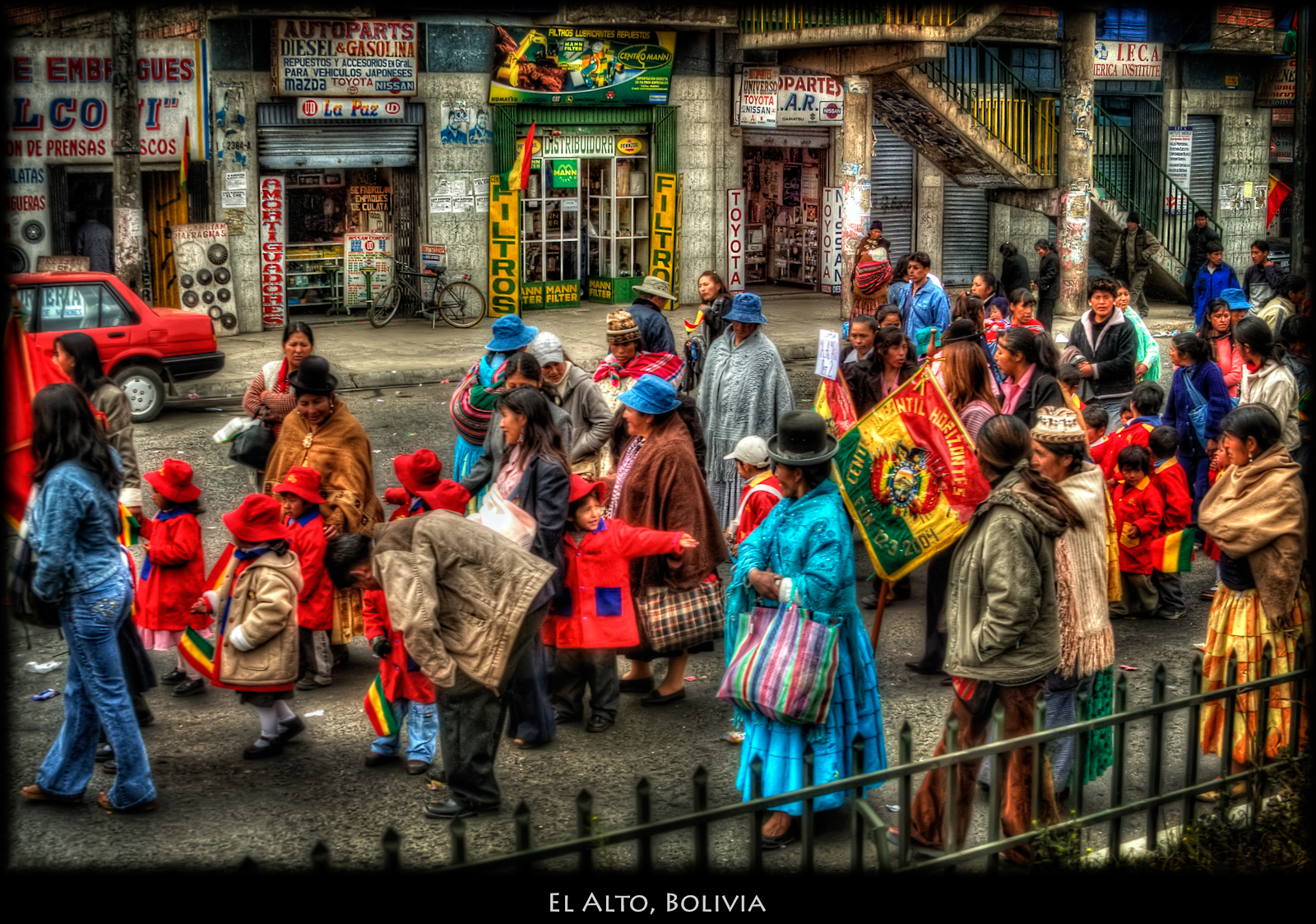
Aimares a El Alto (Bolívia)

El concepte d'aimara apareix definitivament durant la colònia i, excepte rares excepcions, no va ser utilitzat per a identificar sociopolíticament a cap grup poblacional d'aquesta zona dels Andes. Totes aquestes formacions sociopolítiques, veritables nacions durant els segles xv i xvi (regnes aimares), van ser agrupades sota l'etiqueta “aimara”, per finalitats econòmiques, però mantenint-se les nominacions originàries per descriure, per exemple, les organitzacions polítiques més rellevants d'acord amb els interessos econòmics, eclesiàstics o administratius territorials fluctuants de la colònia.
Els antecessors dels actuals aimares mai van saber que es deien així. Els inques els anomenaven qolla, fins que en 1559 Juan Polo de Ondegardo y Zárate els va denominar «aymaras» a partir de la informació lingüística obtinguda al Collao d'una petita colònia de mitimaes «quítxues», però que havien incorporat el llenguatge local, que es denominaven aimares i provenien dels voltants de Cusco. Així es va dir «en castellà» a l'idioma, el real nom del qual era jaqi aru (que significa "humanitat" i "llengua", respectivament) i després li van aplicar aquest nom als que parlaven aquest idioma, que es deien a si mateixos jaqi.
Els documents primerencs de la colònia no donen nom propi a l'idioma, sinó que els cronistes Cieza de León i Pedro Pizarro es refereixen a ell com a «llengua del Collao» i «llengua dels colles» respectivament. El 1559, el llicenciat Juan Polo de Ondegardo, en aquell temps corregidor del Cusco, escriu la relació De los errores y supersticiones de los indios després d'haver convocat una junta de «indis vells que havien quedat» (de l'època inca) que li van servir d'informadors. Per aquest mitjà, Ondegardo va tenir coneixement d'un grup de mitimaes (una ètnia desplaçada per l'estat) que era originari de la regió cusqueña i que, en última instància, havia acabat assimilant el parla aimara del seu nou entorn. Prenent la part pel tot, es va començar a usar el nom de l'ètnia trasplantada com a nom de tot l'idioma, de manera que en les publicacions produïdes pel III Concili de Lima (1584-85), que incorporen també un extracte de l'esmentada obra d'Ondegardo, apareix per primera vegada la paraula «aymara» explícitament aplicada a la llengua.
Les nacions o pobles que ancestralment parlen aquest idioma eren: Aullaga, Collagua, Cana, Canchi, Caranga, Charca, Omasuyus, de l'aimara uma, ‘aigua’ i suyu, ‘costat’; llavors significaria ‘els del costat de l'aigua’’, Pacaje de pacajaki, paca, ‘águila’, i jaquis: ‘gent’; llavors significaria ‘els homes àguila’, els Lupaca de lupijaki, Lupi, ‘sol’, i jaqui: ‘gent’; llavors significaria ‘els homes del sol’, Quillaca i els Kolla de Qulla, ‘savi’ llavors significaria ‘els savis'.
A aquests pobles se'ls ha atribuït una única identitat amb el nom qullasuyu (també conegut com Collasuyu) i van conformar una part de l'Imperi inca.

## Origen

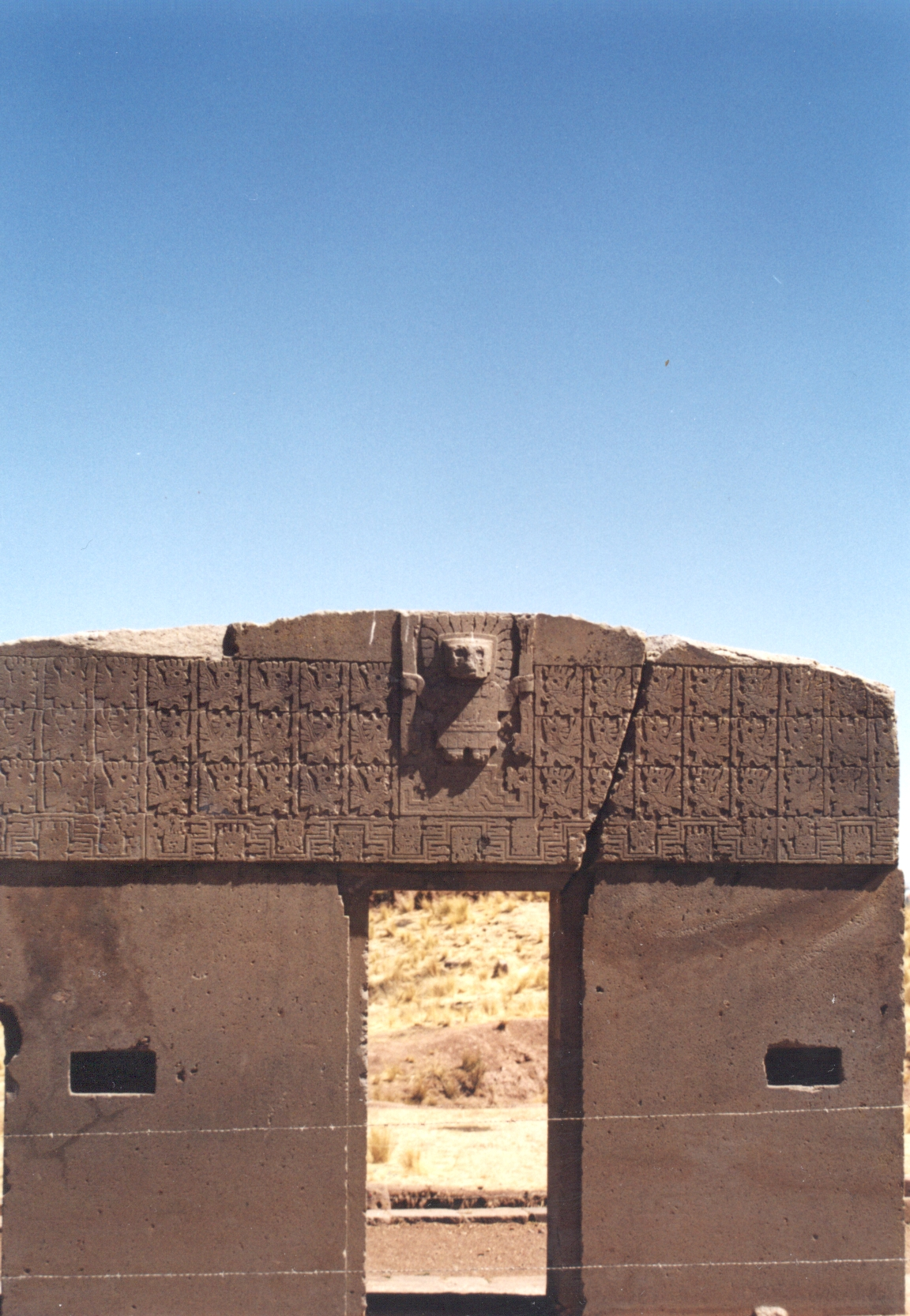
Porta del Sol, a Tiahuanaco

L'etimologia original del glotònim «aimara» ( pronunciació (?·pàg.) [aj.ˈma.ɾa]) es troba dins de l'especulatiu, encara que se sap que prové d'un etnònim originari del departament peruà d'Apurímac. Procedeix dels Andes centrals a Lima, a la regió muntanyenca central del Perú. Es va anar estenent cap al sud com lingua franca, i va ser adoptada com a llengua materna pels pobles de la cultura wari. Cap a l'Intermedi Tardà va ser reemplaçada pel quítxua des de la costa fins al Cuzco i el seu ingrés s'hauria produït, pel que sembla de manera violenta, per conquesta militar avançant des del nord cap al sud-aquest al llarg de la Serralada Occidental dels Andes i es van repartir el territori altiplánico possiblement sota forma de diversos senyorius o regnes; alguns esmentats per Bertonio són: Lupacas, Pacajes, Carancas, Quillaguas, Charcas i altres.
La història sobre el sorgiment o origen de la cultura aimara és bastant complexa i han sorgit diferents opinions i hipòtesis sobre això, inicialment es creia que aquesta ètnia seria descendent de la cultura tiahuanaco, per part d'antropòlegs i historiadors com Carlos Ponce Sanginés o Max Uhle, alguns dels seus principals arguments eren els següents:
1. El cronista Reginaldo de Lizárraga descriu al poble puquina, però aquest cronista comet un error de redacció en descriure que el poble puquina seria pròsper, agricultor i ramader, fundant així aquesta hipòtesi, pel fet que Tiahuanaco va desenvolupar el sector ramader i agricultor, però altres cronistes com Guamán Poma de Ayala descriurien que el poble de parla puquina era molt pobra i amb una manca de vestidura, sent aquesta una prova que Tiahuanaco no era de parla puquina, ja que en el seu apogeu aquesta cultura desenvoluparia una opulència, tal com o demostren les seves ceràmicas, escultures i tèxtils, destaca els treballs de Max Uhle i altres autors sobre l'expansió de l'aimara en la cultura Tiahuanaco, també s'indicaria la gran quantitat de vocables aimara a les selves bolivianes conquistades per Tiahuanaco.[17]

1. Restes arqueològiques trobades per Carlos Ponce Sanginés, demostren que Tiahuanaco hauria sofert una guerra, guerra que derivaria en la desintegració de l'estat en petits estats regionals o senyorius aymaras, tal com demostra l'assentament de Tiahuanaco s Caquiaviri (Capital del senyoriu aimara Pacajes), que en l'apogeu tiahuanacota hauria tingut una població escassa, però en l'ocàs de Tiahuanaco, hauria multiplicat en rellevància i població. Ponce va aplicar el mètode de datació de carboni 14 a restes de ceràmica descoberta en les seves excavacions i va establir la cronologia de la vida de Tiahuanaco, des que era un llogaret fins a la seva caiguda com a Imperi degut a guerres internes i a una devastadora sequera.[18]

1. Els patrons d'assentament, investigats per Jordán Albarracín, del període post-tiwanaku, indiquen una migració dels tiwanakota als seus assentaments pròxims, posteriorment això va ser reafirmat per Alan Kolata en un estudi arqueològic, realitzat el 2003, va revelar peces ceràmiques, corresponents als senyorius aimara, amb una clara estilística tiwanakota, i sense influències externes, posteriorment aquesta ceràmica passaria un període de transició ceràmica.[19]

Desaparegut l'Estat Tiwanaku, la regió va quedar fragmentada en ètnies aimares. Aquests aimara es caracteritzen per les seves necròpolis compostes per tombes en forma de torres-chullpa. Existeixen també algunes fortaleses denominades pucará.
No obstant això, la teoria de l'origen tiwanakota de l'aimara quedaria relegat per recerques històriques i lingüístiques recents. En les últimes dècades, es va tenir un animat debat sobre els orígens del aimara, des de tres posicions teòriques. En tant que Alfredo Torero (1972) i els seus seguidors van veure un origen d'aquesta llengua en la part central del Perú i, per tant, l'expansió de l'aimara des d'allí, Teresa Gisbert Carbonell (1987) i altres, sobre la base d'alguns cronistes, van plantejar un origen des del sud (des de la regió de Copiapó), amb una expansió al nord, en tant que Lucy Briggs (1994) va percebre un patró d'expansió des del nucli de Tiwanaku. D'altra banda, segons Cieza de León, els aymaras són procedents de “Coquimbo”, una vall del nord xilè, John Hyslop demostra la importància d'un altiplà anomenat Coquimbo com a capital Lupaca i necròpoli de les seves mallkus. És a dir, l'ona aimara que penetra a l'Urcosuyu ve de molt més al sud del que pretén Torero.
Per tant, totes dues hipòtesis –d'origen del nord i d'origen meridional- ens mostra que l'aimara no podia haver tingut com a bressol d'origen el altiplà peruà-bolivià; i que tant aimara com quítxua procedien d'altres zones i que no són oriünds de la conca del Titicaca. L'idioma de la cultura tiahuanaco era multilingüe amb el puquina i en menor participació el uru.
En l'actualitat, segons la major part dels estudis avui, tant arqueològics com lingüístics, totes dues famílies de llengües, quítxua i aimara, tenen el seu origen en una determinada regió en comú de la part central del que és actualment Perú (Heggarty 2008). Aquest lloc va ser probablement en la serra, encara que Alfredo Torero i Rodolfo Cerrón afavoreixen un lloc costaner (Cerrón 2003: 22, Torero 2002: 46). Arqueològicament es reconeix la possibilitat de l'origen de totes dues llengües, en una forma pre-proto, siguin aimara o quítxua, en llocs com Caral-Supe (3000-1600 aC) o potser Chavín (1500 aC – 200 dC). S'afavoreix també els grans horitzons arqueològics amb la seva major unitat cultural i geogràfica, sobretot l'Horitzó primerenc, com els motors per a l'expansió de totes dues llengües. Torero també proposa que es parlava una forma primerenca d'aimara en llocs costaners com Nasca i Paracas i que des d'allí va haver-hi una expansió al nord a la regió de Yauyos i al sud a la regió d'Ayacucho.
Sobretot, és la Cultura wari (550-1000 d. C.) en l'Horitzó Mitjà que és la favorita actual entre els estudiosos, des de Torero endavant, com el motor de la gran expansió de l'aimara com una llengua franca cap al nord com cap al sud. Potser aquesta expansió es deu a la influència dels pastors per excel·lència i els guardians de les caravanes de flames que manejaven el comerç entre wari i les seves perifèries, procés que va ser seguit pels agricultors quítxues amb les seves noves tècniques de reg i andanes en la producció de blat de moro. És tal vegada la caiguda de wari també que va resultar en el cedir del territori aimara a l'arribada del quítxua. Cerrón parla d'una tercera expansió d'aimara cap al sud, desplaçat pel quítxua, en el període Intermedi tardà, des de la regió del grup dels Aymaraes a l'Apurímac (que també podria haver donat el nom aimara).

## El Collasuyu
A mitjan segle xv, el regne Colla conservava un extens territori amb la seva capital, Hatun-Colla. L'sapa inca Viracocha incursionó a la regió, però qui la va conquistar va ser el seu fill Pachacútec, novè inca. Al nord es trobaven els qolla i lupaca; al sud estava la Confederació Tolla, que tenia dos grups: els caranga i quillaca entorn del llac Poopó, i els charca, que ocupaven el nord de Potosí i part de Cochabamba. Tant els charca com els kolla eren de parla aimara.

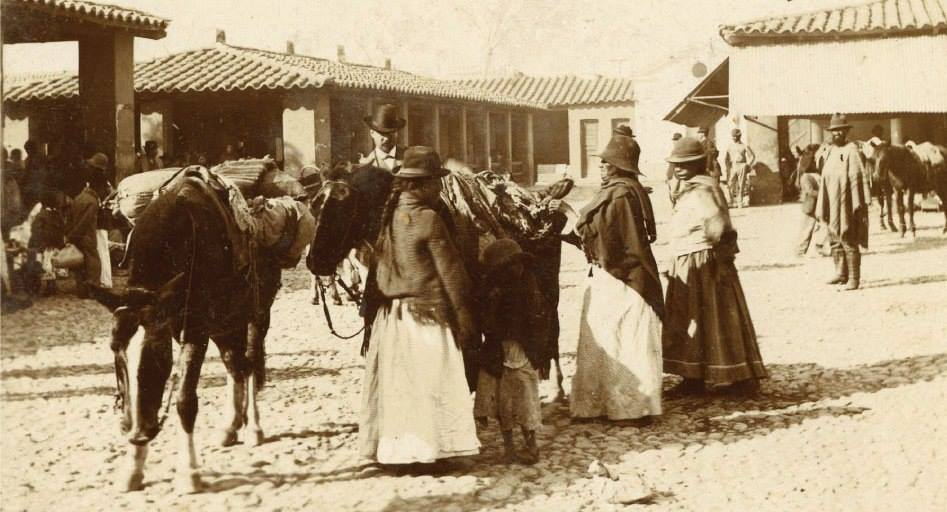
Aimares de Jujuy, 1870

La cultura material dels caranga presenta extenses necròpolis o chullpars, algunes de les quals conserven encara restes de pintura en els seus murs exteriors. Una vegada que els caranga van ser conquistats pels inques, Huayna Cápac els va portar a treballar a la vall de Cochabamba com a mitimaes. El senyoriu denominat Charca, al qual estaven adscrits cara-cares, va ser conquistat pels inques en temps de Túpac Inca Yupanqui i portats a la conquesta de Quito. Per part seva, el poble dels cara-cara era tan bel·licós com el charca i encara més. En el seu territori tenen lloc fins i tot avui dia lluites denominades "T'inkus".
L'inca Lloque Yupanqui va iniciar la conquesta del territori aimara a la fi del segle xiii, la que va ser continuada pels seus successors fins que a mitjan segle xv va ser completada per Pachacútec en derrotar a Chuchi Kápak. De totes maneres, es creu que els inques van tenir una gran influència dels aimares durant algun temps, ja que la seva arquitectura, per la qual són molt coneguts els inques, va ser clarament modificada sobre l'estil Tiahuanaco, i finalment els aimares van conservar un grau d'autonomia sota l'imperi Inca. Posteriorment, els aimares del sud del Titicaca es van rebel·lar i, després de rebutjar el primer atac de Túpac Yupanqui, aquest va tornar amb més tropes i els va sotmetre.
La seva població s'estima en 1 a 2 milions de persones durant l'Imperi inca, eren el principal poble del Collasuyu, ocupant tot l'oest de Bolívia, nord de Xile, sud del Perú i el nord-oest de l'Argentina. Després de la conquesta espanyola en menys d'un segle es van reduir a prop de 200.000 supervivents, o menys. Després de la independència la seva població va començar a recuperar-se.
En l'actualitat, la major part dels aimares viuen ara a la regió del llac Titicaca i estan concentrats al sud del llac. El centre urbà de la regió aimara és El Alto, ciutat de 750.000 habitants, i també a La Paz, seu de govern de Bolívia. A més, molts aimares viuen i treballen com a pagesos als voltants de l'Altiplà. S'estima en 1.600.000 als bolivians aimara-parlants. Entre 300.000 i 500.000 peruans utilitzen la llengua en els departaments de Puno, Tacna, Moquegua i Aequipa i a Xile hi ha 48 000 aimares en les àrees de Arica, Iquique i Antofagasta.
Un grup menor es troba a les províncies argentines de Salta i Jujuy.
L'aimara va utilitzar un tipus de proto-khipus, sistema mnemotècnic de comptabilitat bàsica comuna a diversos pobles precolombins, com els de Caral-Supe i Wari (anteriors als aimara), i els Inques. No existeixen evidències que hagin tingut un llenguatge escrit, a pesar que alguns, com William Burns Glyn, sostenen que els khipus incaics van poder ser una forma d'això.

## Demografia

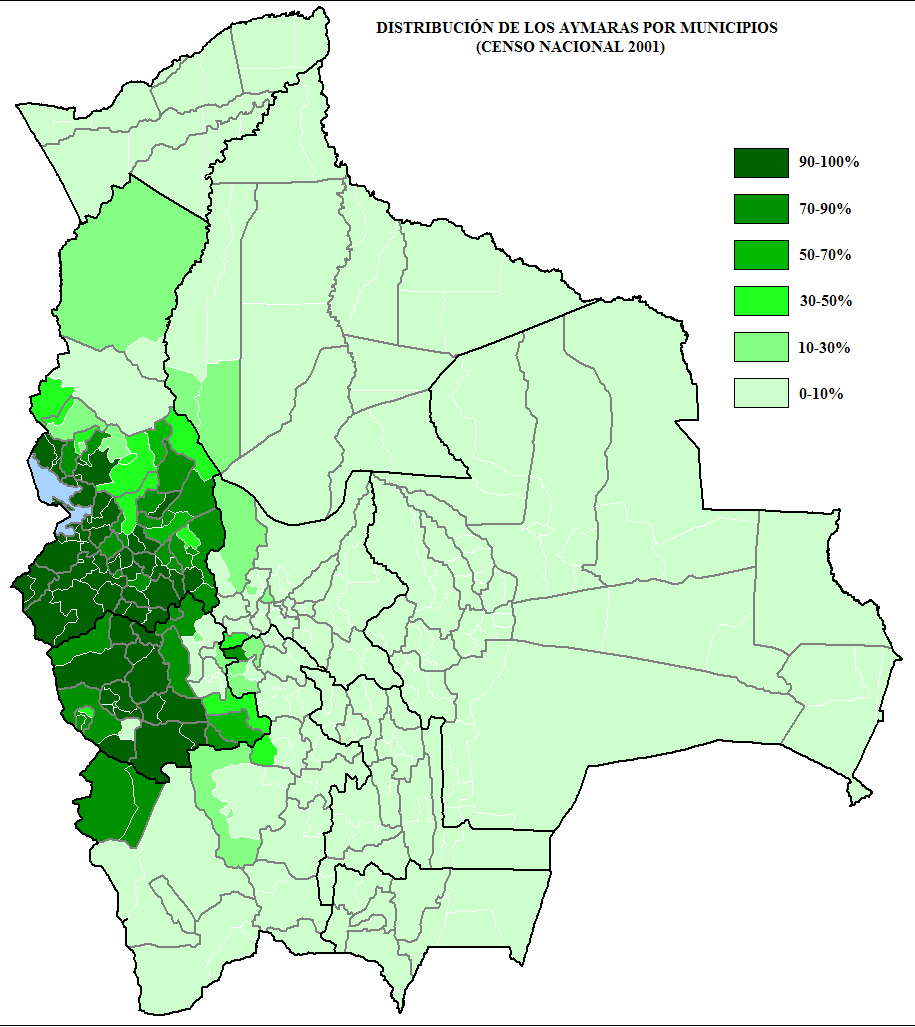
Distribució d'aimares per província a Bolívia d'acord amb el cens de 2001.

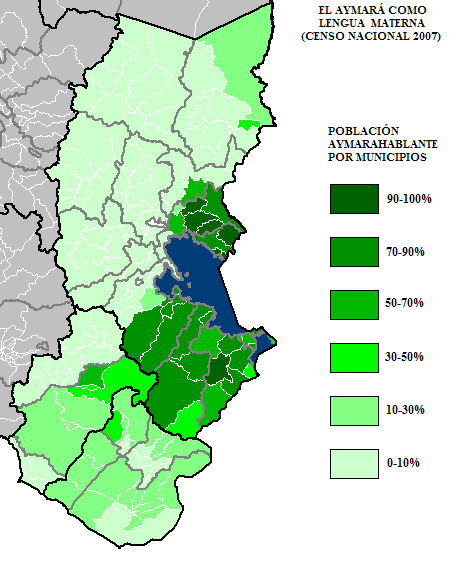
Distribució d'aimares per districte en els departaments de Puno, Moquegua i Tacna (Perú) d'acord amb el Cens 2007.

Pobles indígenes de Cile

| País      | Població aimara | Any del cens | Referència |
| Bolívia   | 1.191.352       | 2012         | [ 23 ]     |
| Perú      | 548.292         | 2017         | [ 24 ]     |
| Xile      | 156.754         | 2017         | [ 25 ]     |
| Argentina | 20.822          | 2010         | [ 26 ]     |

### Aimares a l'Argentina
L'Encuesta Complementaria de Pueblos Indígenas (ECPI) 2004-2005, complementària del Censo Nacional de Población, Hogares y Viviendas 2001 de Argentina, a donar com a resultat que es van reconèixer i/o descendeixen en primera generació del poble aimara 4.104 persones a l'Argentina.
El Cens Nacional de Població de 2010 a l'Argentina va revelar l'existència de 20.822 persones que s'acte-van reconèixer com a aimares en tot el país, 9.606 dels quals a la ciutat de Buenos Aires, 6.152 a la província de Buenos Aires, 773 a la de Jujuy, 358 a la de Neuquén i 326 a la de Tucumán.
Existeix una única comunitat amb personalitat jurídica reconeguda per l'Estat, la Comunidad Aborigen Rodeo San Marcos Luján La Huerta, que és conjunta entre els poblos aimara, kolla i omawaka, i es troba a la localitat de Santa Victoria Oeste a la província de Salta.

### Aimares a Bolívia
La població que es va autoreconèixer com a aimara en el cens bolivià de 2001 va ser d'1.277.881 persones. Aquest número va baixar a 1.191.352 en el cens de 2012.

### Aimares al Perú
El Cens Nacional 2017 va revelar que el 2,4% de la població de 12 i més anys d'edat (548.292) es va autoidentificar com d'origen aimara.
Als aimares generalment se'ls agrupa en un sol grup etnolingüístic, però es poden reconèixer diversos grups, entre els quals destaquen els lupaca, urus i pacajes.
Dins de les ètnies aimares al Perú, també s'inclouen a dues ètnies aïllades geogràficament de les altres ètnies aimares que per tradició habiten els voltants de l'altiplà del Collao. Aquestes ètnies són els jaqarus i els kawkis, que habiten les serralades del districte de Tupe, Província de Yauyos, a la regió de Lima. Les llengües d'aquestes ètnies van ser estudiades per primera vegada en 1959 per Martha Hardmann, catalogant-les en la família aru o aimara.

## Costums

### Wiphala

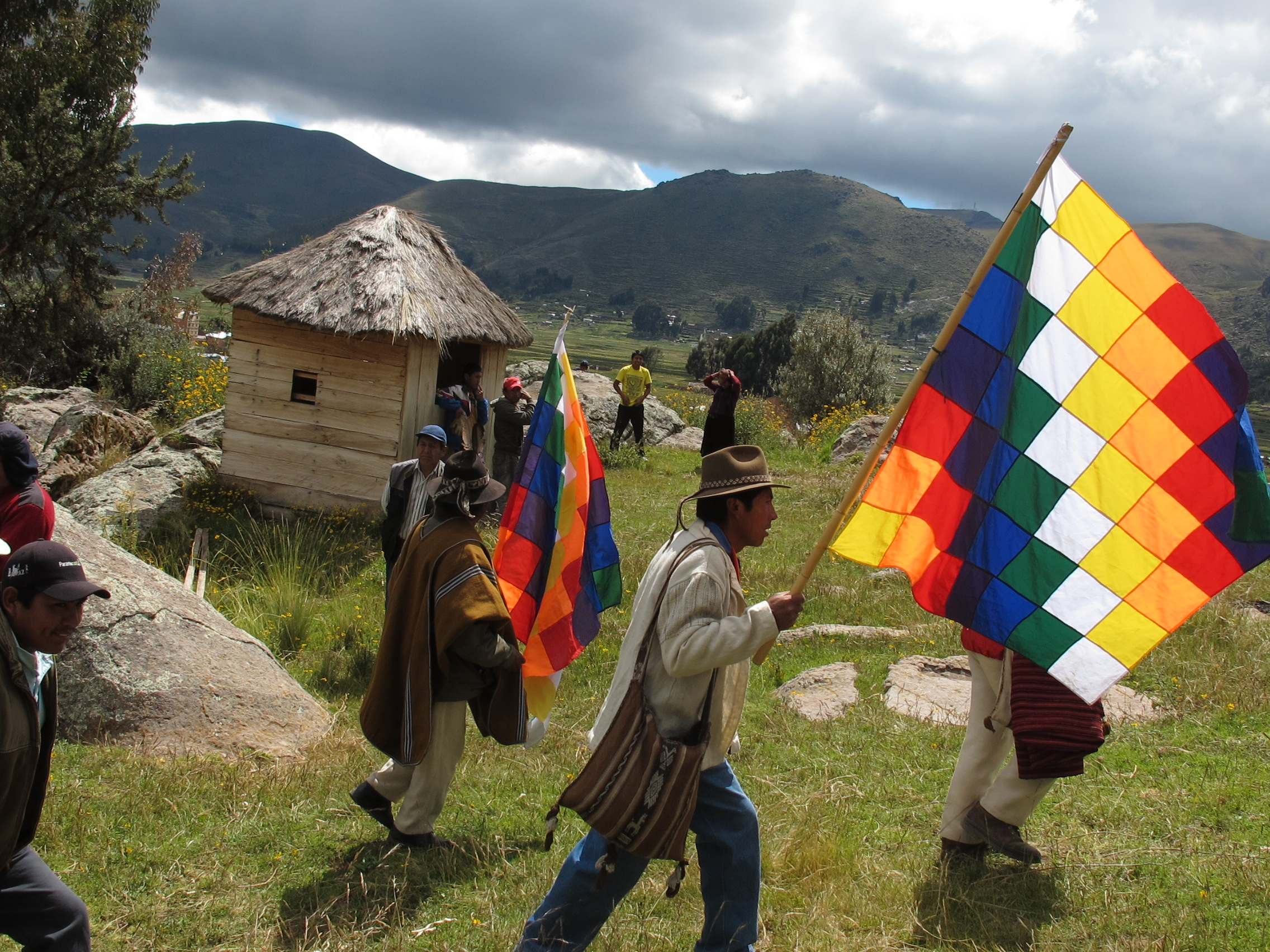
Aimares brandant la wiphala durant una cerimònia cultural

El seu idioma és la llengua aimara, encara que molts d'ells parlen castellà a conseqüència de la colonització o conquesta espanyola.
Més enllà del debat històric, actualment les organitzacions aimares i altres moviments socials solen usar la wiphala en manifestacions i reivindicacions polítiques i en cerimònies religioses i culturals.
El debat sobre si l'ús actual del wiphala es correspon amb la història o no continua obert.

### Ús de la fulla de coca
Algunes persones practiquen l'acullico, pràctica consistent en el consum de la fulla sagrada de coca (Erythroxylum coca). Per la seva condició de fulla sagrada durant l'època de l'imperi incaic, el seu ús estava restringit a l'inca, noblesa i sacerdots sota pena de mort. A més de l'ús en masticació, utilitzen les fulles de coca en remeis igual que en rituals.
Durant aquest últim segle, aquestes plantacions els han portat conflictes amb les autoritats, per prevenir la creació de la droga cocaïna. No obstant això, la coca té gran participació en la religió dels aimares, igual que abans amb els inques i últimament s'ha convertit en un símbol cultural de la seva identitat. Els cultes d'Amaru, Mallku i Pachamama són les formes més antigues de celebració que els aimares encara realitzen.

## Calendari aimara

### Any Nou Aimara
Encara no existeixen fonaments històrics per a determinar que l'any aimara se celebra el 21 de juny o per establir un còmput exacte de l'any que es compleix (per exemple, en el 2017 s'arribaria a l'any 5525 del calendari aimara; tal data (21 de juny) coincideix amb el solstici d'hivern, el qual va ser festejat ancestralment pel poble quítxua en la festa de l'Inti Raymi.
A partir de l'any 2013, el dia 21 de juny és «firat nacional inamovible» a Bolívia.

#### Rebuda del Sol
En Tiwanaku, els comunaris i turistes que venen a conèixer i a compartir aquesta festa mil·lenària realitzen el dia 20 de juny una vespra similar a l'Any Nou tradicional per a acomiadar l'any vell. A partir d'entre les 6.00 i 7.00 del matí, es preparen amb música folklòrica tradicional i rituals per a rebre el nou any davant la Porta del Sol amb l'entrada dels primers raigs del sol, com també l'arribada del solstici d'hivern.

#### Creences
Aquesta tradició mil·lenària que s'ha conservat en la seva cosmovisió ancestral, diu que l'arribada tots els nens en l'estiu és per al benestar i la bona fertilització de la collita. El mateix i similar a l'any nou tradicional, per als creients els anys esdevenidors seran de gran prosperitat per als qui ho desitgin. Els sacerdots comunaris realitzen rituals i agraeixen a la Pachamama sol·licitant la seva benedicció.
La seva creença no s'aprecia en forma d'adoracions exagerades en l'abstracte o invisible. Tenen una religiositat vivent, on els vius i els morts no deixen d'existir, és a dir, només compleixen un cicle de vida per a tornar a l'inici. Les divinitats són energies i són les seves supervivències.
El Tata-Inti o Déu Sol i la Pachamama o Mare Terra són els punts de partida de tot. Per això tota cerimònia s'inicia mirant cap amunt, cap al sol.

## Personatges destacats
- Gregoria Apaza
- Elysia Crampton, música aimara
- Jaime Escalante
- Túpac Katari
- Roberto Mamani Mamani, artista contemporani aimara
- Evo Morales
- Bartolina Sisa